# Cima d’Oro
Die Cima d’Oro ist ein 1802 m s.l.m. hoher Berg in den Gardaseebergen im Trentino.

## Lage
Der Berg ist Teil eines Gebirgszuges in den nordwestlichen Gardaseebergen, der vom Gardasee zunächst nordwestwärts mit den Bergen Monte Rocchetta (1519 m), Cima Valdes (1578 m) der Rocchetta-Gruppe, Cima d’Oro, Cima Sclapa (1887 m), Cima Pari (1991 m), Monte Caret (1793 m) und dann nordwärts mit den Bergen Dos dei Seaoi (1800 m), Mazza di Pichea (1879 m), Corno di Pichea (2138 m) zum Monte Tofino (2151 m) verläuft. Im Süden ist der Gebirgszug durch das Ledrotal mit den Ortschaften Pieve di Ledro, Mezzolago, Molina di Ledro und Biacesa, im Westen durch das Valle di Concei mit den Orten Bezzecca und Lenzumo begrenzt.
Der Gipfel- und Kammbereich der Cima d’Oro sind Teil des NATURA 2000 Schutzgebietes Crinale Pichea–Rocchetta (WDPA-ID 555580424).

## Geschichte
Während des Ersten Weltkrieges war die Cima d’Oro von der österreichisch-ungarischen Armee befestigt worden und Teil ihrer Hauptwiderstandslinie im Ledrotal. Der Berg wurde infanteristisch von den Italienern nie angegriffen. Es finden sich noch zahlreiche Reste von Befestigungsanlagen wie Schützengräben, Stollen und Kavernen.

## Zugang und Wandern
Der Aufstieg zur Cima d’Oro kann von verschiedenen Ortschaften am Ledrosee erfolgen. Von Mezzolago (665 m) folgt man zunächst der Via Dromae auf SAT-Weg 453 und dann weiter durch das Val di Dromae in Richtung Nordosten zur Passhöhe Bocca Dromae (1680 m). Von hier führt ein Gebirgspfad nach Süden zum Gipfel. Von Molina di Ledro (657 m) aus verlässt man den Ort auf SAT-Weg 451 in Richtung der Kapelle Santuario della Madonna Addolorata und steigt weiter über das Val Giumella nordwärts in Richtung der Passhöhe Bocca Giumella (1408 m) auf. An der Passhöhe Bocca Giumella wendet man sich in Richtung Nordwesten (SAT-Weg 413), bis der Gebirgspfad zum Gipfel erreicht wird. Für beide Variante müssen 2,5 bis 3,5 Stunden Wegzeit eingeplant werden. Ein Aufstieg ist auch von der Nordostseite von der Ortschaft Campi, einer Fraktion von Riva del Garda möglich. Vom Gipfel bietet sich ein hervorragender Blick auf den Ledrosee und die umliegenden Berge. Am Gipfel befindet sich ein stählernes Gipfelkreuz in einem massiven Betonsockel.